# 阿內夢尼
阿內夢尼（法語：Anémone，1950年8月9日—2019年4月30日），法國女演員，這個藝名是源於她的出道電影《阿內夢尼》。她因演出《大路小站》（1987）而獲得凱薩獎最佳女主角獎。
她積極參與社會主義政治活動，2012年法國總統選舉中，她表態支持左翼陣線候選人讓-呂克·梅朗雄。

## 外部連結
- Anémone在互联网电影资料库（IMDb）上的資料（英文）